# Castiarina crocicolor
Castiarina crocicolor es una especie de escarabajo del género Castiarina, familia Buprestidae. Fue descrita científicamente por Gory & Laporte en 1838.